# Fayetteville Patriots
Fayetteville Patriots – amerykański klub koszykarski z siedzibą w  mieście Fayetteville (stan Karolina Północna) działający w latach 2001–2006. 

## Historia
Klub powstał w 2001 roku i pełnił funkcję tzw. klubu farmerskiego dla zespołów NBA. Drużyna była członkiem ligi D-League i w 2003 roku uzyskała najlepszy wyniki w lidze, po czym dotarła do finałów, gdzie uległa 1-2 drużynie Mobile Revelers.
Fayetteville Patriots swoje mecze rozgrywali w hali Cumberland County Crown Coliseum.

## Powiązania z zespołamiNBA
- Charlotte Bobcats (2005–2006)
- Detroit Pistons (2005–2006)
- New York Knicks (2005–2006)

## Wyniki sezon po sezonie
| Fayetteville Patriots  |                        |     |     |      |                                                                            |
| 2001–02                | 7                      | 21  | 35  | 37,5 |                                                                            |
| 2002–03                | 1                      | 32  | 18  | 64,0 | Wygrana - Półfinały (Roanoke) 2-0 Przegrana - Finały D-League (Mobile) 2-1 |
| 2003–04                | 4                      | 21  | 25  | 45,7 | Przegrana - Półfinały (Asheville) 116-111                                  |
| 2004–05                | 5                      | 17  | 31  | 35,4 |                                                                            |
| 2005–06                | 8                      | 16  | 32  | 33,3 |                                                                            |
| Suma - sezon regularny | Suma - sezon regularny | 107 | 141 | 43,1 | 2001-2006                                                                  |
| Suma - play-off        | Suma - play-off        | 3   | 3   | 50,0 | 2001-2006                                                                  |

## Nagrody i wyróżnienia
- MVP
  - Devin Brown (2003)[1]
- Debiutant roku
  - Devin Brown (2003)[2]
- All-D-League First Team[3]
  - Devin Brown (2003)
  - Jason Collier (2004)
- All-D-League Second Team[4]
  - Terrell McIntyre (2002)
  - Omar Cook (2002, 2004–2005)
  - Junie Sanders (2004)
  - Britton Johnsen (2004)
  - David Young (2005)
  - Erik Daniels (2006)
- All-D-League Honorable Mention Team[5]
  - Greg Stempin (2002)
  - Jeff Aubry (2002)
  - Jameel Watkins (2003)
  - Terrell McIntyre (2003)
  - Omar Cook (2003)
  - Jason Capel (2003)
  - Bryan Lucas (2004)
  - Tang Hamilton (2005)

## Zawodnicy z doświadczeniem w NBA
- Chris Andersen
- Gerald Green,
- Mateen Cleaves
- Amir Johnson
- Alex Acker
- Terrell McIntyre
- Matt Barnes
- Omar Cook